# Primera División 1903 (Argentinië)
In 1903 werd het twaalfde seizoen gespeeld van de Primera División, de hoogste voetbaldivisie van Argentinië. Alumni AC werd kampioen. 

## Eindstand
| Plaats | Club                   | Wed. | W | G | V  | Saldo | Ptn. |
| ------ | ---------------------- | ---- | - | - | -- | ----- | ---- |
| 1º     | Alumni Athletic Club   | 10   | 9 | 0 | 1  | 40:4  | 18   |
| 2º     | Belgrano Athletic Club | 10   | 7 | 1 | 2  | 21:11 | 15   |
| 3º     | Barracas Athletic Club | 10   | 5 | 1 | 4  | 22:13 | 11   |
| 4º     | Lomas Athletic Club    | 10   | 2 | 4 | 4  | 17:17 | 8    |
| 5º     | Quilmes AC             | 10   | 3 | 2 | 5  | 14:22 | 8    |
| 6º     | Flores Athletic Club   | 10   | 0 | 0 | 10 | 2:49  | 0    |

|  | Kampioen   |
|  | Degradatie |